# فايتنغ مينيا
فايتنغ مينيا (بالإنجليزية: Fighting Mania: Fist of the North Star)‏، ويسمى في الإصدار الياباني بونش مينيا: هوكتو نو كين (باليابانية: パンチマニア 北斗の拳)، هو جهاز صالة ألعاب الآركيد المخصصة لممارسة الملاكمة، صدر سنة 2000 في اليابان وبقية دول العالم، وهو مرخص من ستوديو توي أنيميشن اليابانية، حيث تبدأ اللعبة لمواجهة زعماء الأشرار بدايةً من شخصية زِد، إلى شخصية كين.

## المواقع الخارجية
- الموقع الرسمي باليابانية
- Fighting Mania - KLOV entry